# منتزه إجوازو الوطني

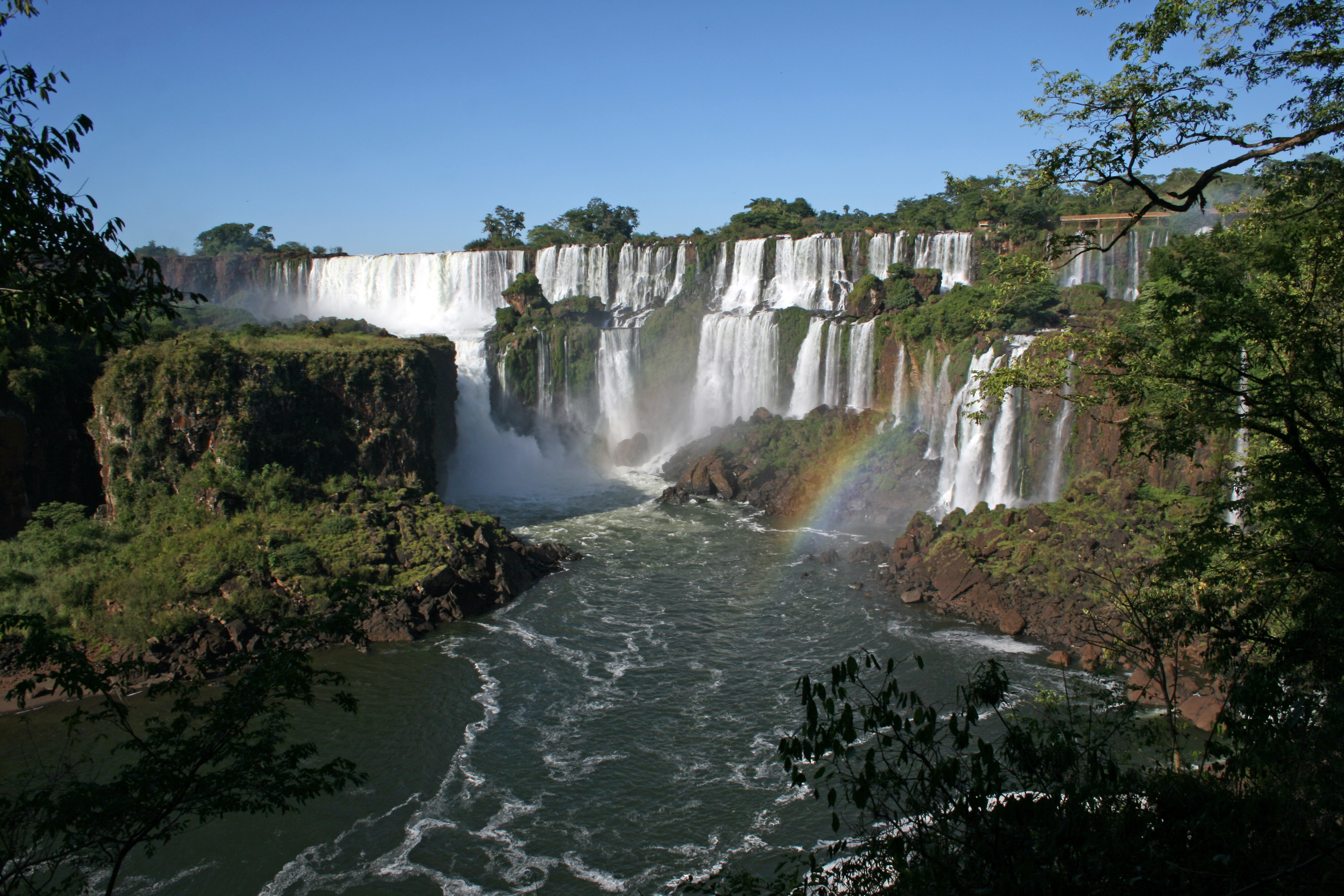
جزء من شلالات إجنازو.

يقع منتزه إجوازو الوطني (بالإسبانية: Ignazú nationalpark)‏ في شمالي الأرجنتين، وهو منتزه محمي كمنطقة طبيعية حيث تجري شلالات إجوازو. يتبع جزء من المنتزه الوطني للبرازيل حيث تمتد الشلالات إلى الغابات الاستوائية في البرازيل. وقد تم تنظيم المنتزه الوطني عام 1934 وهو يمتد على مساحة 555 كيلومتر مربع.
في عام 1984 أعلنت هيئة اليونسكو الجزء الأرجنتيني من المنتزه موقعا للتراث العالمي؛ كما وأعلنت الجزء البرازيلي أيضا موقعا للتراث العالمي لاحقا في عام 1986.
تمتد شلالات إجوازو عبر نحو 2700 متر في شكل حرف U، لهذا فمشاهدة الشلالات تكون أفضل ما يمكن من الجانب البرازيلي، حيث يتمتع الزوار والسياح بمشهد بانورامي رائع.

## الموقع
يقع منتزه إجوازو الوطني في شمال الأرجنتين على الحدود مع البرازيل . ويتكون الجزء الشمالي للمنتزه من نهر إجوازو. أقرب المدن إليه هي مدينة بويرتو إجوازو وتبعد عنه نحو 17 كيلومتر .
يشمل منتزه إجوازو 492 كيلومتر مربع وصنفت نحو 63 كيلومتر مربع إضافية لتكون محمية وطنية تطل على الشلالات ؛ بذلك تشمل مساحة المنتزه 555 كيلومتر مربع. كما أنشأت البرازيل على ناحيتها من الشلالات منتزها وطنيا تبلغ مساحته 1700 كيلومتر مربع . تعلو المنطقة بين 150 متر إلى 170 متر عن سطح البحر واراضيه تكاد تكون منبسطة فلا توجد مناطق عالية فيه أعلى من 170 متر .

## النبات والحيوان

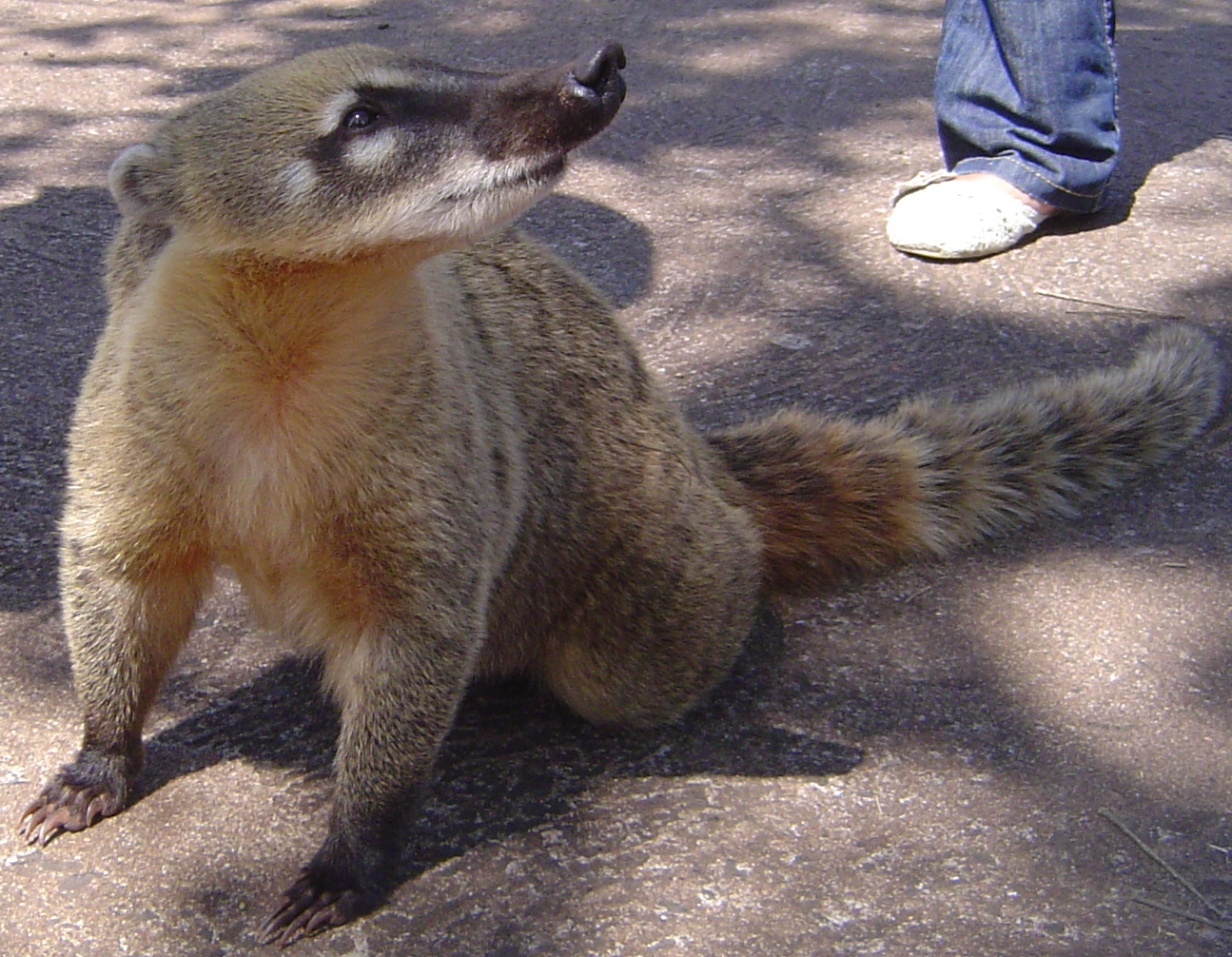
دب أنفي يعيش في المنتزه

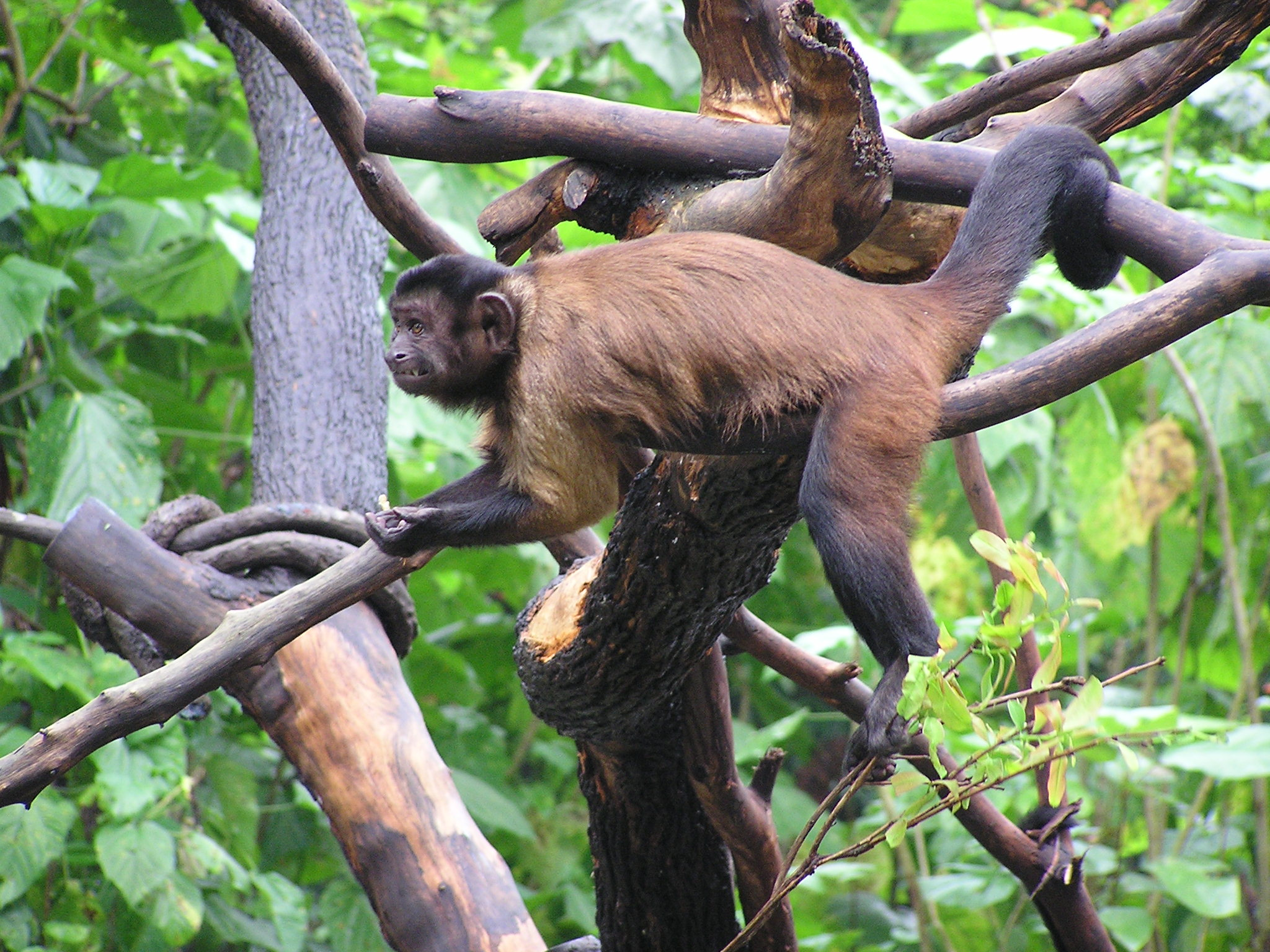
كبوشي ذو الخصل.

تعيش حيوانات كثيرة في منتزه إجوازو الوطني ومن ضمنها اليغور أكبر القطط البرية التي تعيش في أمريكا الجنوبية. كما يعيش اليغور في مناطق الغابات الاستوائية في ناحية ريو بارانا في البرازيل. تنقس أعداد اليغور في البرازيل بسبب تقطيع أشجار الغابات المستمر لاستخدام الأراضي الواسعة للزراعة.
ومن الحيوانات الأخرى نجد قرود العواء البني، والكبوشي ذي الخصل، والنامل الأكبر، والدب الأنفي. وتوجد نحو 422 نوع من الأشجار والنباتات، و نحو 40 نوع من الزواحف، بالإضافة إلى 18 نوع من البرمائيات، ونحو 250 نوع من الفراشات.
كما تعيش في المنتزه 44% من طيور الأرجنتين. وهم يشكلون مع ذويهم الذين يعيشون على ناحية البرازيل من منتزه إجوازو 83 نوع من الطيور التي تعيش في ماتا أتلانتيكا (غابات البرازيل).

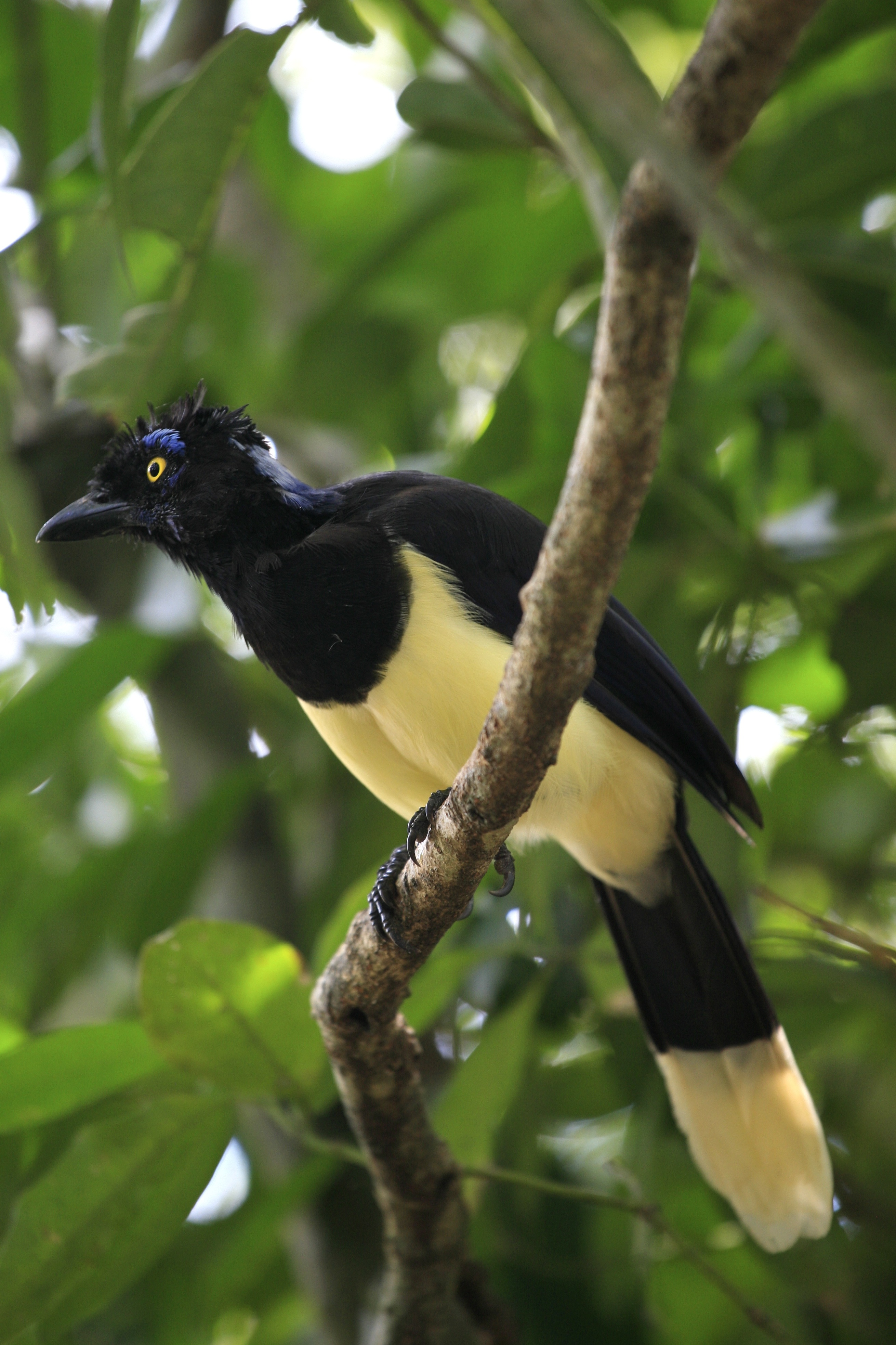
غراب أزرق في منتزه إجوازو
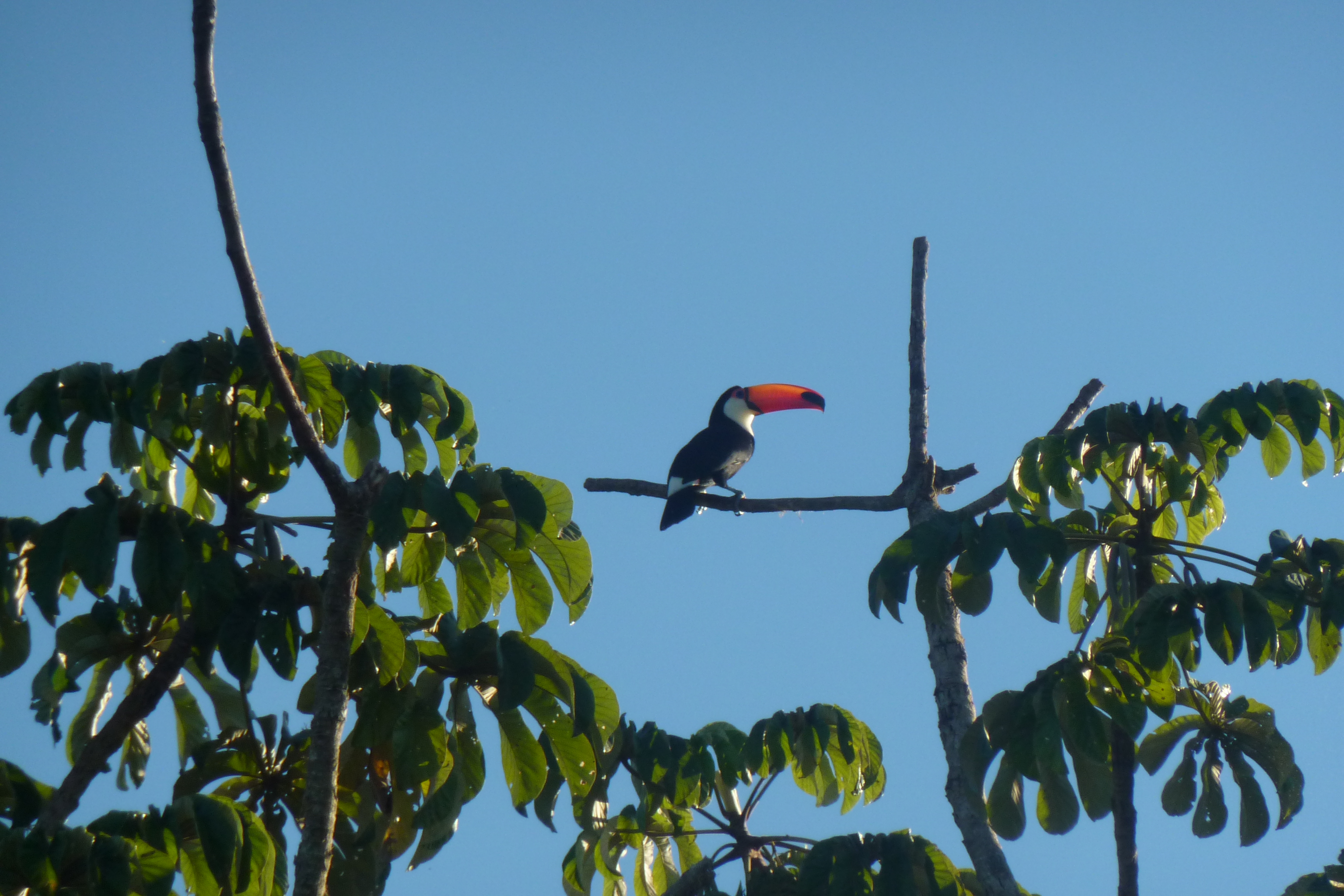
طوقان توكو الكبير
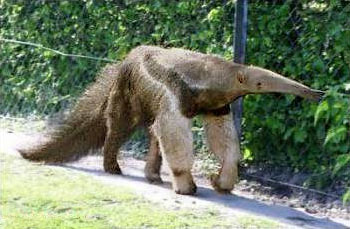
النامل الأكبر

## اقرأ أيضا
- نهر إجوازو
- شلالات إجوازو
- منتزه إيغواسو الوطني

## وصلات خارجية
- offizielle Internetseite
- Administración de Parques Nacionales – National Parks Administration of Argentina (spanisch und englisch)